# Casearia pallida
Casearia pallida är en videväxtart som beskrevs av William Grant Craib. Casearia pallida ingår i släktet Casearia och familjen videväxter. Inga underarter finns listade i Catalogue of Life.